# یوران فلودستروم
یوران فلودستروم (انگلیسی: Göran Flodström؛ زادهٔ ۲۷ ژانویهٔ ۱۹۵۳) شمشیرباز اهل سوئد بود.
وی در مسابقات کشوری و بین‌المللی در مجموع برندهٔ ۱ مدال طلا شده‌است.